# 二十の質問
二十の質問（にじゅうのしつもん）とはもの当てパズルゲームの一種である。

## ルール
- 出題者は1単語で表現可能なものを答えとして準備する。ただし回答者には教えない。
- 回答者は答えを導くための質問を合計20問まで行うことが出来る。
- 質問は「はい」「いいえ」で回答可能な形式でなければならない。
- 出題者は必ず「はい」「いいえ」で回答をし、嘘をついてはならない。
- 質問の代わりに回答を行うこともできる。
- 回答者は、正解した場合には次の出題者となる。

### 派生ルール
- 出題者が予めジャンルを予告しておく。

## プレイ例
- Q1「それは生き物ですか」A「はい」
- Q2「それは抱くと暖かいですか」A「はい」
- Q3「それは飛べますか」A「いいえ」
- Q4「それは私より大きいですか」A「はい」
- Q5「それは私が飼うことが出来ますか」A「いいえ」
- Q6「それは肉を食べますか」A「いいえ」
- Q7「それにはふかふかの毛皮がありますか」A「いいえ」
- Q8「それは黄色ですか」A「いいえ」
- Q9「もしかして象ですか?」A「その通りです」

## ラジオ・テレビ
アメリカではこのクイズ形式を用いた番組としてラジオで1946年2月2日から1954年3月27日まで、テレビで1949年11月2日から1955年5月3日までTwenty Questionsという番組が放映された。
日本でも1947年11月1日から1960年4月2日までNHKラジオ放送でこの形式のクイズを用いた二十の扉という番組が放映された。
この番組では第1ヒントの前に「動物」「植物」などのジャンル分けがされる派生ルールが採用された。

## ゲーム
質問者の代わりを筐体より行われるゲームとしてバンダイより20Qが開発されている。